# Macropneustidae
De Macropneustidae zijn een familie van zee-egels (Echinoidea) uit de orde Spatangoida.

## Geslachten
- Archaechinus Kier, 1957 †
- Argopatagus A. Agassiz, 1879
- Hypsopatagus Pomel, 1883 †
- Macropneustes L. Agassiz, 1847 †
- Phrissocystis A. Agassiz, 1898